# Кузьменко Клавдія Несторівна
Кузьменко Клавдія Несторівна (3 жовтня 1919 – 1980) — українська астрономка, єдина жінка, яка очолювала кафедру астрономії Харківського університету, досліджувала сходжень слабих зірок.

## Життєпис
Народилася в родині робітника 3 жовтня 1919 р. у м. Харків Харківської губернії УНР, що був окупований радянською Росією.
У 1937 році Клавдія закінчила середню школу з похвальною грамотою.
Протягом 1937-41 рр. навчалася на фізико-математичному факультеті Харківського державного університету імені О. М. Горького, де закінчила астрономічне відділення.
Під час Німецько-радянської війни перебувала в Харкові. В окупації впродовж 1941—1943 рр. разом з іншими астрономами Кузьменко рятувала астрономічні інструменти обсерваторії. Після повернення університету до Харкова із евакуації з Кзил-Орди, у січні 1944 році, Клавдія вступила до аспірантури.
У 1950 р. у Харківському державному університеті імені О. М. Горького захистила кандидатську дисертацію «Про дослідження помилок поділок меридіанного кола Харківської астрономічної обсерваторії».
Після закінчення університету Клавдія багато років працювала в обсерваторії і на кафедрі астрономії, була вченою секретаркою обсерваторії, доцентом кафедри, а в 1972—1977 рр. завідувала нею. Викладала на кафедрі астрономії математичну обробку спостережень.
Після відновлення та дослідження меридіанного круга в обсерваторії Харківського державного університету імені О. М. Горького у 1947 р. були розпочаті спостереження прямих сходжень слабих зірок. Результати спостережень, які були виконані К. Кузьменко, В. Михайловим та В. Плужниковим, введені до вільних каталогів ПФКСЗ-1 та ПФКСЗ-2.
Протягом 1957—1965 рр. разом з Плужниковим В. х. вона проводила повторне спостереження 600 зірок із числа тих зірок місцевого полюса, які спостерігали Струве в 1909—1914 рр.
Входила до керованої В. Плужниковим експедиції в селищі Кобеляки Полтавської області, яке було наслідком сонячного наслідку 30 червня 1954 р.
Померла у 1980 р.

## Спогади про науковицю
Її учень, астрометрист Кирпатовський Віталій Михайлович, так її згадує:
|  | «Клавдія Несторівна була гарним викладачем, просто і зрозуміло викладала теорію з математичної статистики. Такою же простою і зрозумілою була в спілкуванні. Та до того ж ще й доброю людиною, а до дівчатокстуденток ставилася, як турботлива мати. По-моєму, вони навіть ділилися з нею своїми дівочими секретами...» |

## Основні публікації
1. Езерский В. И., Кузьменко К. Н., Плужников В. х. Барабашов Николай Павлович // Земля и Вселенная. — 1974. — № 3. — С. 58–61.
2. Кузьменко К. Н., Плужников В. Х., Лацько В. И., Сенчук Т. А. Борис Павлович Остащенко-Кудрявцев // Земля и Вселенная.-1978.-№ 3.-С.59-61.
3. Барабашов Н . П., Кузьменко К. Н., Плужников В. х. Николай Николаевич Евдокимов // Земля и Вселенная .-1968.-№ 4.-С. 54-57.